# Liste des gares de la wilaya de Tiaret
La liste des gares de la wilaya de Tiaret, est une liste des gares ferroviaires situées dans la wilaya de Tiaret, en Algérie.

## Gares ferroviaires dans la wilaya
La wilaya de Tiaret compte trois gares. Elles sont exploitées par la Société nationale des transports ferroviaires (SNTF).
| Gare               | Commune    | Lignes              |
| ------------------ | ---------- | ------------------- |
| Gare de Aïn Kermes | Aïn Kermes | Saïda à Tiaret      |
| Gare de Bougara    | Bougara    | Tissemsilt à M'Sila |
| Gare de Frenda     | Aïn Kermes | Saïda à Tiaret      |

| \| Frenda Bougara Aïn Kermes Tiaret \| Localisation des gares de la wilaya de Tiaret |
| Frenda Bougara Aïn Kermes Tiaret                                                     |

## Lignes ferroviaires dans la wilaya
La wilaya est traversée par deux lignes : 
- la ligne de Saïda à Tiaret ;
- la ligne de Tissemsilt à M'Sila.